# 보평고등학교
보평고등학교(洑坪高等學校)는 대한민국 경기도 성남시 분당구 백현동에 있는 공립 고등학교이다.

## 학교 연혁
- 2008년 11월 1일 : 학교 설립인가
- 2009년 8월 18일 : 보평고등학교 교명 확정
- 2010년 3월 1일 : 초대 김주환 교장 취임
- 2010년 3월 2일 : 개교 및 제1회 입학식 (8학급, 도움반 1학급, 281명)
- 2010년 6월 21일 : 교육과학기술부 지정 과학중점학교
- 2010년 9월 1일 : 경기도교육감 지정 자율학교
- 2013년 1월 30일 : 제1회 졸업장 수여식(졸업생 262명)
- 2013년 10월 31일 : 성남형 교육 창의모델학교 선정
- 2019년 9월 10일 : 자율학교(과학중점학교)지정 연장 확정
- 2020년 2월 9일 : 제8회 졸업장 수여식(8학급 235명, 총 1,980명 졸업)
- 2020년 3월 1일 : 경기도교육청 고교학점제 선도학교 선정 운영
- 2020년 9월 1일 : 제4대 김형근 교장 취임
- 2024년 1월 5일 : 제12회 졸업장 수여식(8학급 191명)
- 2024년 3월 4일 : 2024학년도 입학식(신입생 8학급 212명)

## 참고 자료
- 보평고등학교 - 한국교육학술정보원 학교알리미